# Венецианские Альпы
Венецианские Альпы (Венецианские Предальпы, итал. Prealpi Venete) — горный хребет на юго-востоке Альп. Венецианские Альпы расположены в Тривенето, в северо-восточной части Италии.

## География
Административно хребет разделен между Тренто (регион Трентино — Альто-Адидже), Вероной, Виченцой, Тревизо, Беллуно (регион Венеция) и Порденоне (регион Фриули — Венеция-Джулия).
В Венецианских Альпах берут начало такие крупные реки, как Адидже, Брента, Пьяве; они и многие другие более мелкие реки, ручьи и их притоки впадают в Адриатическое море.

## Высочайшие вершины

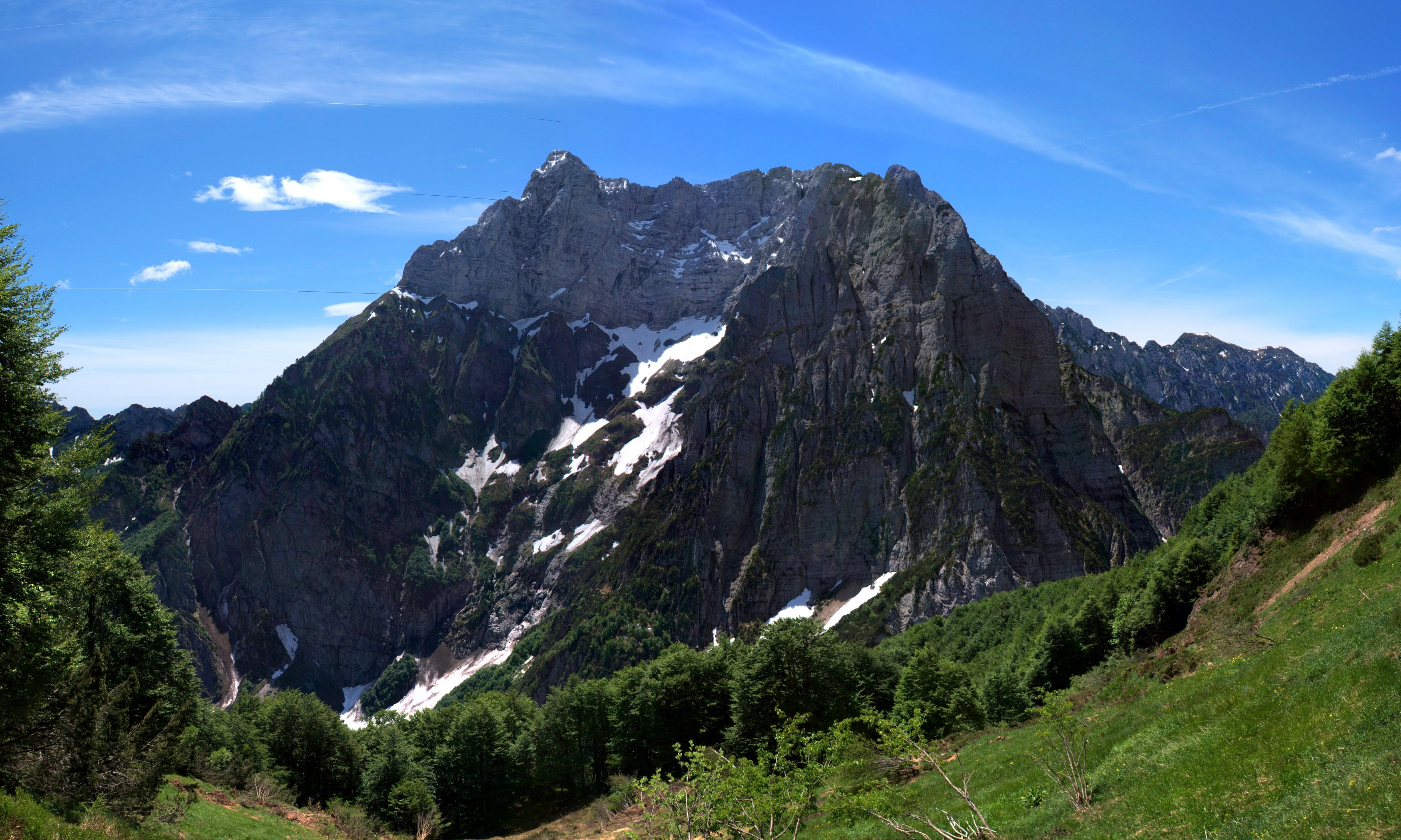
Северный склон Коль-Нудо

Ниже расположен список высочайших вершин Венецианских Альп:
| Название      | Высота, м | Расположение                    |
| ------------- | --------- | ------------------------------- |
| Коль-Нудо     | 2 472     | Венеция/Порденоне               |
| Чима-Додичи   | 2 341     | Венеция/Трентино — Альто-Адидже |
| Чима-Портуле  | 2 310     | Венеция                         |
| Чима-Карега   | 2 259     | Венеция                         |
| Чима-Палон    | 2 232     | Венеция                         |
| Монте-Граппа  | 1 775     | Венеция                         |
| Коль-Визентин | 1 764     | Венеция                         |

## Карты
- Italian official cartography (Istituto Geografico Militare — IGM); on-line version: www.pcn.minambiente.it